# Lazado
Lazado es una localidad española que forma parte del municipio de Murias de Paredes, en la provincia de León, comunidad autónoma de Castilla y León.

## Geografía

### Ubicación
| Noroeste: Los Bayos        | Norte: Cabrillanes | Noreste: Villabandín |
| Oeste: Murias de Paredes   |                    | Este: Villabandín    |
| Suroeste Murias de Paredes | Sur: Senra         | Sureste: Senra       |

## Demografía
Evolución de la población
| Gráfica de evolución demográfica de Lazado entre 2000 y 2017       |
|                                                                    |
| Población de derecho (2000-2017) según el padrón municipal del INE |